# Aristeoideae

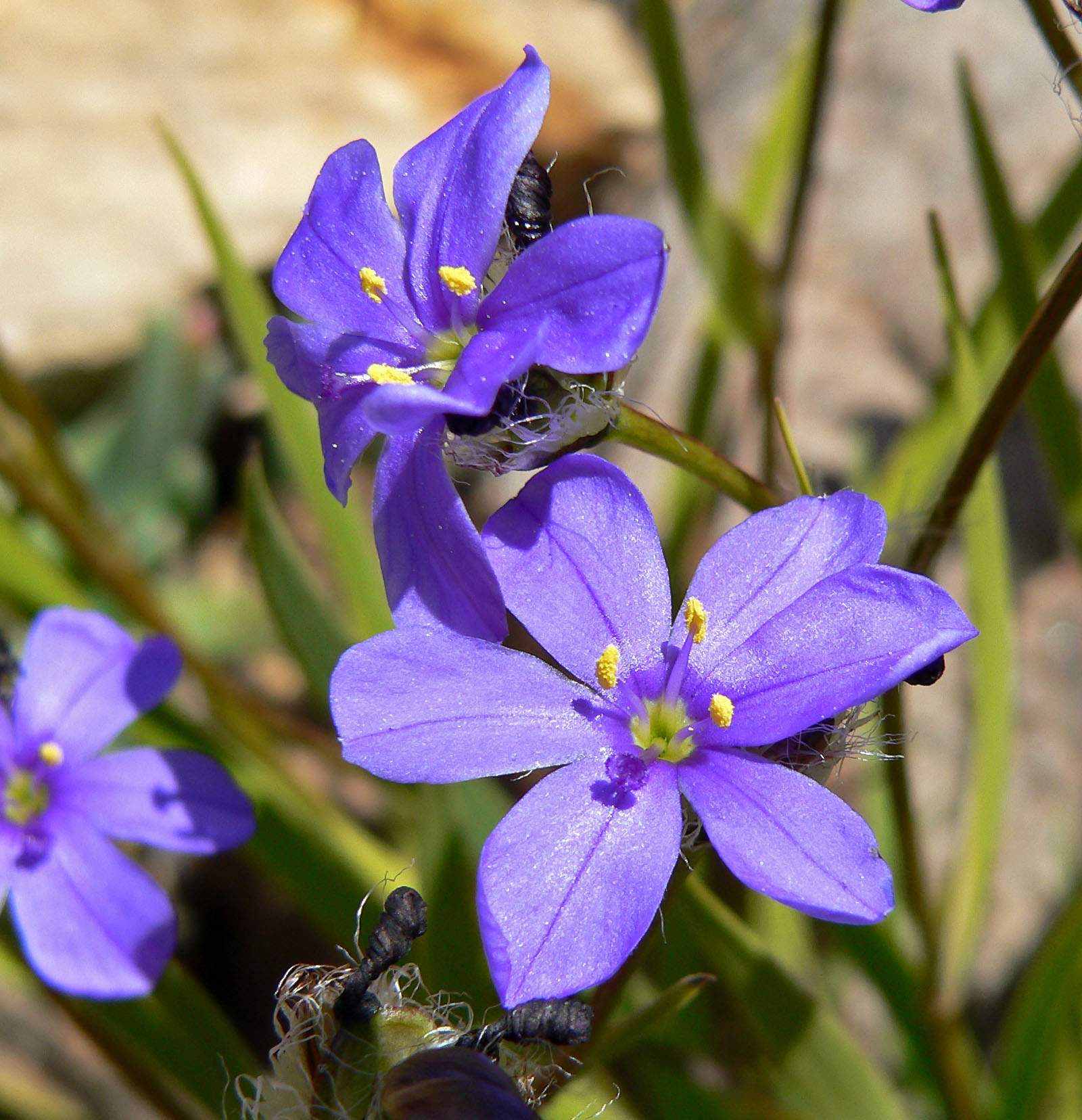
Aristea africana.

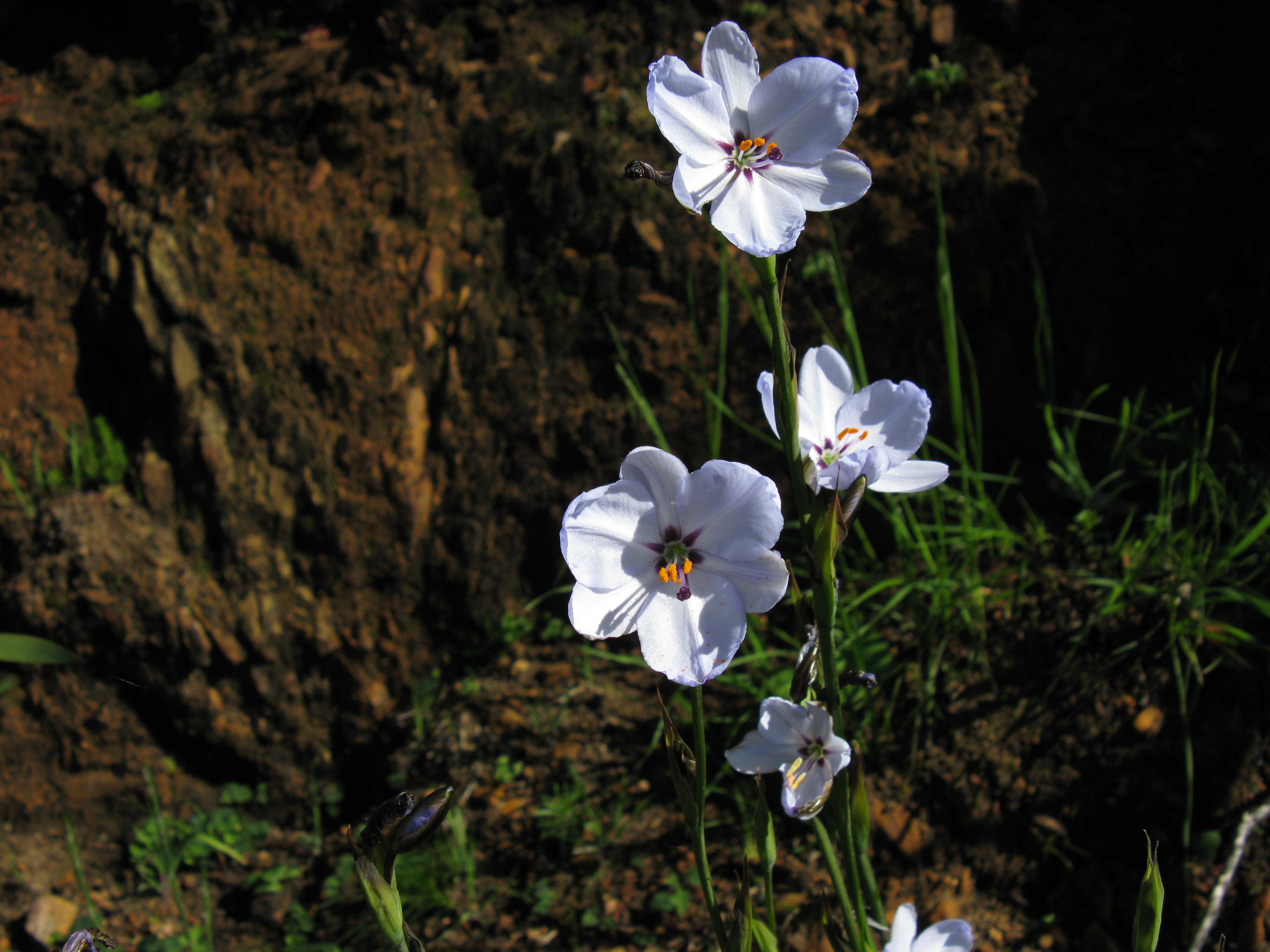
Aristea spiralis.

Aristeoideae  é uma subfamília monogenérica de plantas com flor da família Iridaceae, cujo único género é Aristea. O género Aristea agrupa cerca de 55 espécies de plantas perenes rizomatosas das regiões tropicais da África, da África Austral e de Madagáscar.

## Descrição
O género Aristea agrupa espécies de perenifólias e rizomatosas, tendo sido originalmente descrito em 1789. O gênero está distribuído pelas regiões tropicais de África e subtropicais do sul da África e de Madagascar.
O nome genérico é derivado da palavra grega arista, significando "gluma" ou "pragana".

## Sistemática
Na sua presente circunscrição taxonómica a subfamília Aristoidea inclui apenas o género Aristes, o qual agrupa as seguintes espécies:
- Aristea abyssinica  Pax
- Aristea africana  (L.) Hoffmanns.
- Aristea alata  Baker
- Aristea anceps  Eckl. ex Klatt
- Aristea angolensis  Baker
- Aristea angustifolia  Baker
- Aristea bakeri  Klatt
- Aristea bequaertii De Wild.
- Aristea biflora  Weim.
- Aristea cantharophila  Goldblatt & J.C.Manning
- Aristea capitata  (L.) Ker Gawl.
- Aristea cistiflora  J.C.Manning & Goldblatt
- Aristea cladocarpa  Baker
- Aristea compressa  Buchinger ex Baker
- Aristea cuspidata  Schinz
- Aristea dichotoma  (Thunb.) Ker Gawl.
- Aristea djalonis  A.Chev. ex Hutch.
- Aristea ecklonii  Baker
- Aristea elliptica  Goldblatt & A.P.Dold
- Aristea ensifolia  J.Muir
- Aristea fimbriata  Goldblatt & J.C.Manning
- Aristea flexicaulis  Baker
- Aristea galpinii  N.E.Br. ex Weim.
- Aristea glauca  Klatt
- Aristea goetzei  Harms
- Aristea grandis  Weim.
- Aristea humbertii  H.Perrier
- Aristea inaequalis  Goldblatt & J.C.Manning
- Aristea juncifolia  Eckl. ex Baker
- Aristea kitchingii  Baker
- Aristea latifolia  G.J.Lewis
- Aristea lugens  (L.f.) Steud.
- Aristea madagascariensis  Baker
- Aristea montana  Baker
- Aristea monticola  Goldblatt
- Aristea nana  Goldblatt & J.C.Manning
- Aristea nigrescens  J.C.Manning & Goldblatt
- Aristea nyikensis  Baker
- Aristea oligocephala  Baker
- Aristea palustris  Schltr.
- Aristea parviflora Baker
- Aristea pauciflora  Wolley-Dod
- Aristea platycaulis  Baker
- Aristea polycephala  Harms
- Aristea pusilla  (Thunb.) Ker Gawl.
- Aristea racemosa  Baker
- Aristea ranomafana  Goldblatt
- Aristea recisa  Weim.
- Aristea rigidifolia  G.J.Lewis
- Aristea rupicola  Goldblatt & J.C.Manning
- Aristea schizolaena  Harv. ex Baker
- Aristea simplex  Weim.
- Aristea singularis  Weim.
- Aristea spiralis  (L.f.) Ker Gawl.
- Aristea teretifolia  Goldblatt & J.C.Manning
- Aristea torulosa  Klatt
- Aristea zeyheri  Baker